# Lista monumentelor istorice din județul Buzău - L

Simbol pentru monumentele istorice

Lista monumentelor istorice din județul Buzău - L cuprinde monumentele istorice înscrise în Patrimoniul cultural național al României și aflate în localități ce încep cu litera L din județul Buzău.
Lista completă este menținută și actualizată periodic de către Ministerul Culturii, Cultelor și Patrimoniului Național din România, prin intermediul Institutului Național al Patrimoniului, ultima versiune datând din 2015. Această listă cuprinde și actualizările ulterioare, realizate prin ordin al ministrului culturii.
| Cod LMI                               | Denumire                                                  | Localitate                                    | Localizare                                                                                                  | Datare, Creatori                                                               | Imagine               | Erori             |
| ------------------------------------- | --------------------------------------------------------- | --------------------------------------------- | --- | ------------------------------------------------------------------------------ | --------------------- | ----------------- |
| BZ-I-s-B-02238 (RAN: 50521.01)        | Situl arheologic de la Lanurile                           | sat Lanurile; comuna Ziduri                   | „Movila Bătrână”, pe terasa de la poalele movilei                                                           |                                                                                | Încarcă foto \| video | Raportează eroare |
| BZ-I-m-B-02238.01                     | Necropolă                                                 | sat Lanurile; comuna Ziduri                   | „Movila Bătrână”, pe terasa de la poalele movilei                                                           | sec. III - IV p. Chr., Epoca migrațiilor, Cultura Sântana de Mureș - Cerneahov | Încarcă foto \| video | Raportează eroare |
| BZ-I-m-B-02238.02                     | Necropolă                                                 | sat Lanurile; comuna Ziduri                   | „Movila Bătrână”, pe terasa de la poalele movilei                                                           | mil. III - II, Epoca bronzului, Cultura Monteoru                               | Încarcă foto \| video | Raportează eroare |
| BZ-I-s-B-02239 (RAN: 47168.01)        | Situl arheologic de la Largu                              | sat Largu; comuna Largu                       | Pe movila „La Popină III”                                                                                   |                                                                                | Încarcă foto \| video | Raportează eroare |
| BZ-I-m-B-02239.01 (RAN: 47168.01.05)  | Necropolă                                                 | sat Largu; comuna Largu                       | Pe movila „La Popină III”                                                                                   | sec. IV p. Chr, Epoca migrațiilor, Cultura Sântanade Mureș - Cerneahov         | Încarcă foto \| video | Raportează eroare |
| BZ-I-m-B-02239.02 (RAN: 47168.01.04)  | Așezare                                                   | sat Largu; comuna Largu                       | Pe movila „La Popină III”                                                                                   | sec. III - IV p. Chr., Epoca migrațiilor                                       | Încarcă foto \| video | Raportează eroare |
| BZ-I-m-B-02239.03 (RAN: 47168.01.02)  | Așezare                                                   | sat Largu; comuna Largu                       | Pe movila „La Popină III”                                                                                   | mil. IV, Eneolitic, Cultura Gumelnița                                          | Încarcă foto \| video | Raportează eroare |
| BZ-I-m-B-02239.04 (RAN: 47168.01.01)  | Așezare                                                   | sat Largu; comuna Largu                       | Pe movila „La Popină III”                                                                                   | mil. VI - V, Neolitic, Cultura Boian                                           | Încarcă foto \| video | Raportează eroare |
| BZ-I-s-B-02240 (RAN: 47168.02)        | Necropolă sarmatică                                       | sat Largu; comuna Largu                       | „Cornul Malului”                                                                                            | sec. III - IV p. Chr.                                                          | Încarcă foto \| video | Raportează eroare |
| BZ-I-s-B-02241 (RAN: 47809.01)        | Așezare                                                   | sat Limpeziș; comuna Movila Banului           | „Puțul lui Dumitrache Arghir”, „Movila țiganului”                                                           | sec. III - IV p. Chr., Epoca migrațiilor, Cultura Sântana de Mureș - Cerneahov | Încarcă foto \| video | Raportează eroare |
| BZ-I-s-B-02242 (RAN: 47523.01)        | Situl arheologic de la Lipia, punct „Movila Drumul Oilor” | sat Lipia; comuna Merei                       | „Movila Drumul Oilor”                                                                                       |                                                                                | Încarcă foto \| video | Raportează eroare |
| BZ-I-m-B-02242.01 (RAN: 47523.01.02)  | Așezare                                                   | sat Lipia; comuna Merei                       | „Movila Drumul Oilor”                                                                                       | sec. IV p. Chr., Epoca migrațiilor, Cultura Sântanade Mureș - Cerneahov        | Încarcă foto \| video | Raportează eroare |
| BZ-I-m-B-02242.02 (RAN: 47523.01.01)  | Așezare tip tell                                          | sat Lipia; comuna Merei                       | „Movila Drumul Oilor”                                                                                       | mil. IV, Eneolitic, Cultura Gumelnița                                          | Încarcă foto \| video | Raportează eroare |
| BZ-I-s-B-02243 (RAN: 47523.02)        | Situl arheologic de la Lipia, punct „Movila de la Baltă”  | sat Lipia; comuna Merei                       | Movila „Drumul oilor”, „Movila de la Baltă”, de o parte și de alta a șoselei care leagă DN1B de satul Lipia |                                                                                | Încarcă foto \| video | Raportează eroare |
| BZ-I-m-B-02243.01 (RAN: 47523.02.04)  | Necropolă                                                 | sat Lipia; comuna Merei                       | Movila „Drumul oilor”, „Movila de la Baltă”, de o parte și de alta a șoselei care leagă DN1B de satul Lipia | sec. IX - XI, Epoca medievală timpurie, Cultura Dridu                          | Încarcă foto \| video | Raportează eroare |
| BZ-I-m-B-02243.02 (RAN: 47523.02.02)  | Așezare                                                   | sat Lipia; comuna Merei                       | Movila „Drumul oilor”, „Movila de la Baltă”, de o parte și de alta a șoselei care leagă DN1B de satul Lipia | sec. IV - V p. Chr., Epoca migrațiilor                                         | Încarcă foto \| video | Raportează eroare |
| BZ-I-m-B-02243.03 (RAN: 47523.02.03)  | Necropolă                                                 | sat Lipia; comuna Merei                       | Movila „Drumul oilor”, „Movila de la Baltă”, de o parte și de alta a șoselei care leagă DN1B de satul Lipia | sec. IV - V p. Chr., Epoca migrațiilor                                         | Încarcă foto \| video | Raportează eroare |
| BZ-I-m-B-02243.04 (RAN: 47523.02.01)  | Așezare tip tell                                          | sat Lipia; comuna Merei                       | Movila „Drumul oilor”, „Movila de la Baltă”, de o parte și de alta a șoselei care leagă DN1B de satul Lipia | mil. IV, Eneolitic, Cultura Boian; cultura Gumelnița                           | Încarcă foto \| video | Raportează eroare |
| BZ-I-s-B-02244 (RAN: 48389.01)        | Situl arheologic de la Lunca                              | sat Lunca; comuna C.A. Rosetti                | La sediul fostului CAP și la Vasilica Simion                                                                |                                                                                | Încarcă foto \| video | Raportează eroare |
| BZ-I-m-B-02244.01 (RAN: 48389.01.03)  | Așezare                                                   | sat Lunca; comuna C.A. Rosetti                | La sediul fostului CAP și la Vasilica Simion                                                                | sec. III - IV p. Chr.                                                          | Încarcă foto \| video | Raportează eroare |
| BZ-I-m-B-02244.02 (RAN: 48389.01.02)  | Necropolă                                                 | sat Lunca; comuna C.A. Rosetti                | La sediul fostului CAP și la Vasilica Simion                                                                | sec. IV p. Chr., Cultura Sântana de Mureș - Cerneahov                          | Încarcă foto \| video | Raportează eroare |
| BZ-I-m-B-02244.03 (RAN: 48389.01.01)  | Așezare                                                   | sat Lunca; comuna C.A. Rosetti                | La sediul fostului CAP și la Vasilica Simion                                                                | mil. V - IV, Neolitic, Cultura Boian                                           | Încarcă foto \| video | Raportează eroare |
| BZ-II-a-A-02423                       | Ansamblul bisericii „Sf. Împărați”                        | sat aparținător Lunca Priporului; oraș Nehoiu | 45.45122°N 26.29575°E                                                                                       | înc. sec. XIX                                                                  | Alte imagini          | Raportează eroare |
| BZ-II-m-A-02423.01                    | Biserica de lemn „Sf. Împărați”                           | sat aparținător Lunca Priporului; oraș Nehoiu | | înc. sec. XIX                                                                  | Încarcă foto \| video | Raportează eroare |
| BZ-II-m-A-02423.02                    | Clopotniță                                                | sat aparținător Lunca Priporului; oraș Nehoiu | | înc. sec. XIX                                                                  | Încarcă foto \| video | Raportează eroare |
| BZ-II-m-B-02417                       | Biserica „Sf. Ilie”                                       | sat Largu; comuna Largu                       | | 1817                                                                           | Încarcă foto \| video | Raportează eroare |
| BZ-II-a-B-02418 (RAN: 49705.01)       | Mănăstirea Barbu                                          | sat Leiculești; comuna Tisău                  | | 1668                                                                           | Încarcă foto \| video | Raportează eroare |
| BZ-II-m-B-02418.01 (RAN: 49705.01.01) | Biserica „Sf. Arhanghel Mihail”                           | sat Leiculești; comuna Tisău                  | | 1668                                                                           | Încarcă foto \| video | Raportează eroare |
| BZ-II-m-B-02418.02                    | Stăreție                                                  | sat Leiculești; comuna Tisău                  | | 1668                                                                           | Încarcă foto \| video | Raportează eroare |
| BZ-II-m-B-02418.03                    | Arhondaric                                                | sat Leiculești; comuna Tisău                  | | sec. XIX                                                                       | Încarcă foto \| video | Raportează eroare |
| BZ-II-m-B-02418.04                    | Turn clopotniță                                           | sat Leiculești; comuna Tisău                  | | sec. XIX                                                                       | Încarcă foto \| video | Raportează eroare |
| BZ-II-m-B-02421                       | Casa Constantin Roșioru                                   | sat Lopătari; comuna Lopătari                 | | înc. sec. XX                                                                   | Încarcă foto \| video | Raportează eroare |
| BZ-II-m-B-02420                       | Casa Gh. Crăciun                                          | sat Lopătari; comuna Lopătari                 | 86 | înc. sec. XX                                                                   | Încarcă foto \| video | Raportează eroare |
| BZ-II-m-B-02419                       | Casa Ionică Stemate                                       | sat Lopătari; comuna Lopătari                 | 166 | înc. sec. XX                                                                   | Încarcă foto \| video | Raportează eroare |
| BZ-II-a-B-02422                       | Ansamblul bisericii „Sf. Nicolae”                         | sat Lunca Frumoasă; comuna Pârscov            | 179 45.3058°N 26.5348°E                                                                                     | 1884                                                                           | Alte imagini          | Raportează eroare |
| BZ-II-m-B-02422.01                    | Biserica de lemn „Sf. Nicolae”                            | sat Lunca Frumoasă; comuna Pârscov            | 179 | 1884                                                                           | Încarcă foto \| video | Raportează eroare |
| BZ-II-m-B-02422.02                    | Clopotniță                                                | sat Lunca Frumoasă; comuna Pârscov            | 179 | 1884                                                                           |                       | Raportează eroare |
| BZ-IV-m-B-02532                       | Cruce de piatră                                           | sat Lunca; oraș Pătârlagele                   | În grădina lui C. Ruptureanu                                                                                | sec. XIX                                                                       | Încarcă foto \| video | Raportează eroare |